# Jörg Damme
Jörg Damme, né le 9 mai 1959 à Pretzsch, est un tireur sportif est-allemand.

## Carrière
Jörg Damme participe aux Jeux olympiques de 1980 à Moscou et remporte la médaille de bronze dans l'épreuve de la fosse olympique.